# Francis Pangilinan

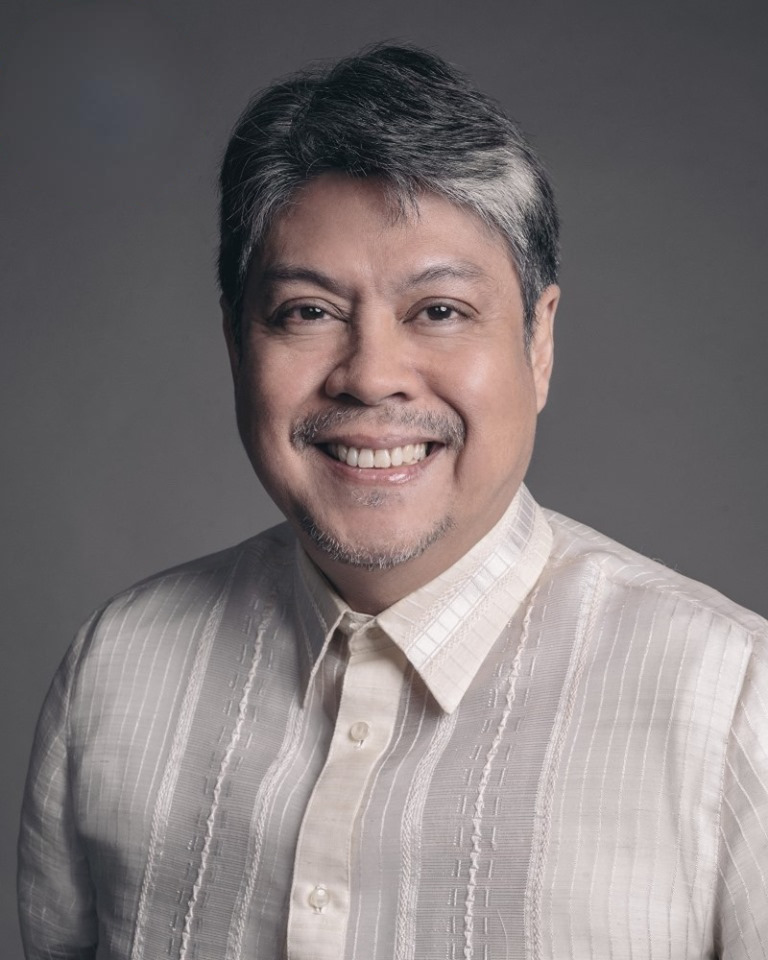
Francis Pangilinan

Francis Nepomuceno „Kiko“ Pangilinan (* 24. August 1963 in Manila) ist ein philippinischer Politiker der Liberal Party und war von 2001 bis 2013 und von 2016 bis 2022 Mitglied des Senats der Philippinen.

## Leben

### Studium und berufliche Laufbahn
Nach dem Besuch der Grundschule und der High School des De La Salle College studierte er zunächst von 1983 bis 1986 englische Sprache an der University of the Philippines Diliman in Quezon City und schloss dieses im Hauptfach Komparatistik ab. Bereits während des Studiums engagierte er sich politisch und war von 1988 bis 1992 Mitglied des Stadtrates von Quezon City.
Ein weiteres Studium der Rechtswissenschaften an der UP Diliman beendete er 1993 mit einem Bachelor of Laws (LL.B.). Danach war er als Rechtsanwalt sowie zuletzt als Seniorpartner der Anwaltskanzlei Franco, Pangilinan, Tolentino, Ringler and Santo Law Offices tätig und daneben auch Rechtsberater und Gutachter beim Medienkonzern ABS-CBN Broadcasting Corporation.
Ein weiteres postgraduales Studium im Fach öffentliche Verwaltung an der Harvard University schloss er 1998 mit einem Master of Public Administration (M.P.A.) ab. Danach war er nicht nur selbst Lecturer für Management an der Ateneo de Manila University, sondern auch Moderator der Sendungen „Batas“ und „Relos Report“ beim Radiosender dzMM sowie der Fernsehsendung „Barangay Dos“ bei ABS-CBN.

### Familie
Seit 1998 ist Kiko Pangilinan mit Sharon Cuneta, dem „Superstar des philippinischen Showbiz“, verheiratet und hat mit dieser zwei gemeinsame Töchter: Die im November 2000 geborene Simone Francesca Emmanuelle (Frankie) und die im September 2004 geborene Mariel Daniella Sophia (Miel).

## Politische Karriere

### Quezon City
Pangilinans aktives bürgerliches und politisches Handeln begann schon als er sich zu Studentenzeit in städtische Angelegenheiten einbrachte. Er hat über 21 Jahre Erfahrung in öffentlicher Verwaltung und war der jüngste gewählte Stadtrat in Quezon City in den Jahren 1988–1992. Während seiner Amtszeit entwickelte er ein Bewusstsein für die Notwendigkeit einer frühen Ausbildung junger Mandatsträger und Beamten mit gesetzgeberischer Gewalt. Er gründete die Nationale Bewegung für junge Gesetzesgeber (National Movement of Young Legislators - NMYL), deren Präsident er wurde.

### Senator
Im Jahr 2001 wurde er für die Liberal Party erstmals zum Senator gewählt. Zunächst war er zwischen August 2001 und Januar 2004 Vorsitzender der Ausschüsse für Ethik und Privilegien, für Stadtplanung, Wohnungsbau und Besiedlung sowie für Justiz und Menschenrechte sowie zusätzlich von Februar 2003 bis Januar 2004 für Bildung, Kunst und Kultur.
Im Januar 2004 wurde er Nachfolger von Loren Legarda als Majority Floor Leader Führer der Regierungsmehrheit sowie Vorsitzender des Geschäftsordnungsausschusses. Er wurde damit der jüngste Mehrheitsführer seit 1937 und zugleich kraft Amtes Mitglied aller weiteren Ausschüsse des Senats.
2007 wurde er als Unabhängiger für eine weitere Amtszeit wiedergewählt und als Mehrheitsführer bestätigt. Im November 2008 folgte ihm Juan Miguel Zubiri im Amt des Majority Leader nach. Am 30. Juni 2013 schied Pangilinan aus dem Senat aus, nachdem er nach zwei Amtszeiten in Folge nicht mehr zur Wahl antreten durfte.

### Mitglied der Aquino-Regierung
Im Mai 2014 wurde Pangilinan zum Präsidialen Assistenten für Ernährungssicherheit und Landwirtschaftliche Modernisierung (Presidential Assistant for Food Security and Agricultural Modernization) ernannt. Damit war er Mitglied des Regierungskabinetts von Präsident Benigno Aquino III. Im September 2015 gab Pangilinan seinen Rücktritt bekannt.

### Erneuter Einzug in den Senat
Von 2016 bis 2022 war Pangilinan erneut Mitglied des Senats. Er trat 2022 nicht mehr zur Wiederwahl an um stattdessen erfolglos für das Amt des Vizepräsidenten zu kandidieren.